# Eddie Alvarez
Edward Alvarez (Filadelfia, 11 gennaio 1984) è un atleta di arti marziali miste statunitense.
Combatte nella divisione dei pesi leggeri per l'organizzazione ONE Championship
In passato è stato campione di categoria in Bellator tra il 2009 ed il 2011 e tra il 2013 ed il 2014, ed ha vinto il torneo dei pesi leggeri della prima stagione; è stato anche campione dei pesi welter nella promozione britannica bodogFight.

## Carriera nelle arti marziali miste

### Inizi
Alvarez nasce e cresce a Kensington, quartiere malfamato di Filadelfia, da genitori di origini portoricane e irlandesi.
Conosciuto a livello scolastico per le sue ottime doti nel pugilato, si fa valere a livello nazionale anche nella lotta libera.
L'esordio nelle arti marziali miste avviene nel 2003 con la promozione del New Jersey Ring of Combat, nella quale vince i primi due incontri.
Dopo un'ulteriore vittoria ad Atlantic City nel 2005 inizia con incontri internazionali grazie alla federazione Mix Fighting Championship, nella quale mette KO il veterano di DEEP e Shooto Seichi Ikemoto; con la stessa promozione vince altri tre incontri, stendendo nel primo round anche l'esperto Derrick Noble, da poco scartato dall'UFC.
Nel 2006 combatte anche un incontro in Giappone, pure quello vinto per KO nel primo round.
A fine anno, con l'acquisizione della Mix Fighting Championship da parte della britannica bodogFight, poté subito lottare per la cintura dei pesi welter bodogFight contro il veterano Aaron Riley, lottatore che già aveva combattuto in un paio di eventi UFC e nella Pride: Alvarez vince ancora per KO nella prima ripresa, divenendo quindi il campione di categoria bodogFight.
L'anno successivo sconfigge allo stesso modo Scott Henze, portando il proprio record personale a 10 vittorie e 0 sconfitte, con nessuna delle vittorie arrivata per decisione dei giudici di gara.
Il 2007 però si rivela fatale per il lottatore di Filadelfia, che alla prima difesa del titolo contro il navigato Nick Thompson (al tempo con più di 40 incontri da professionista alle spalle) viene messo KO nel secondo round, perdendo titolo ed imbattibilità.
Non tarda a riprendersi, vincendo un ulteriore incontro per la bodogFight e sconfiggendo l'ex lottatore WEC Ross Ebañez in un catchweight per l'organizzazione ShoXC.

### Dream
Il proprio record personale di 12-1 gli vale la chiamata da parte della neonata organizzazione giapponese Dream, promozione che cercava di far rivivere le emozioni della defunta Pride.
Alvarez esordì il 15 marzo 2008 a Saitama proprio nel primo evento in assoluto dell'organizzazione, in un incontro valido per il torneo ad eliminazione diretta Dream Lightweight Grand Prix che avrebbe coronato il primo campione dei pesi leggeri Dream: Alvarez sconfisse l'esperto di jiu jitsu brasiliano Andre Amade per KO nel primo round.
Nei quarti di finale del torneo affrontò il temibile grappler norvegese Joachim Hansen, già campione del mondo Shooto e semifinalista di un Pride Grand Prix: Alvarez riuscì ad avere la meglio ai punti grazie a diversi colpi che fecero andare a terra l'avversario in più occasioni.
In semifinale Alvarez diede vita ad un acceso ed equilibrato incontro con Tatsuya Kawajiri, un ex campione Shooto molto considerato anche a livello internazionale, e Alvarez s'impose per KO in meno di 7 minuti, riportando però un grave infortunio all'occhio che gli impedì di giocare la finale contro Shinya Aoki: in finale ci andò Joachim Hansen che sconfisse Aoki, divenendo il primo campione dei pesi leggeri Dream.
Nel 2008 Alvarez avrebbe dovuto affrontare il fuoriclasse Nick Diaz, lottatore che negli anni a seguire si rivelò uno dei pesi welter più forti del mondo, ma l'incontro saltò perché l'organizzatrice EliteXC fallì per bancarotta.
Lo stesso anno poté comunque affrontare il fuoriclasse delle sottomissioni Shinya Aoki in un incontro valevole per il titolo dei pesi leggeri WAMMA: Alvarez cadde nella trappola di confrontarsi nella lotta a terra contro Aoki, finendo sottomesso per la prima volta in carriera e subendo quindi la seconda sconfitta personale, avvenuta in poco più di un minuto.
Negli anni successivi Alvarez lottò prevalentemente per altre organizzazioni come la Bellator, ma fece altri incontri per la Dream come la vittoria nel 2009 per sottomissione su Katsunori Kikuno.

### Bellator Fighting Championships
Nel 2009 Alvarez torna negli Stati Uniti per entrare nella nuova organizzazione Bellator, prendendo parte al torneo dei pesi leggeri della prima stagione che avrebbe premiato il campione con la cintura di categoria.
Nei quarti di finale si sbarazza facilmente di Greg Loughran per sottomissione, mentre in semifinale viene portato fino al terzo round da Eric Reynolds, vincendo sempre per sottomissione.
In finale se la vide contro l'esperto kickboxer Toby Imada, che in semifinale sconfisse Jorge Masvidal con uno spettacolare strangolamento: Alvarez vinse anche la finale e sempre con una tecnica di strangolamento, divenendo quindi il primo campione dei pesi leggeri Bellator.
Nel 2010 in un incontro catchweight affrontò il veterano dell'UFC Josh Neer, vincendo anche quell'incontro per sottomissione.
Lo stesso anno mise KO pure l'ex stella UFC Roger Huerta in un incontro non valido per il titolo.
Nel 2011 mise la ciliegina sulla torta con la prima difesa del titolo contro l'astro nascente Pat Curran, ottenendo una vittoria ai punti con un punteggio di 49-46, 50-45 e 50-45: era ormai evidenza che Alvarez fosse oggettivamente uno dei pesi leggeri più forti del mondo, se non il più forte, al di fuori delle organizzazioni della Zuffa.
Alvarez cadde però nella sua seconda difesa del titolo contro il vincitore del torneo della quarta stagione Michael Chandler, che in una lotta estenuante e molto equilibrata sottomise il nativo di Filadelfia nella quarta ripresa e gli tolse la cintura di campione.
Nel 2012 Alvarez riuscì a prendersi la sua rivincita su Shinya Aoki, vincendo il rematch per KO in poco più di due minuti.
Lo stesso anno combatte il suo ultimo incontro con il contratto che lo legava alla Bellator vincendo con uno spettacolare KO al primo round una dura sfida contro il brasiliano Patricky Freire.
Successivamente Alvarez fu coinvolto in una disputa contrattuale tra la Bellator, il cui contratto era scaduto ed era passato il periodo di negoziazione esclusiva, e l'UFC che propose un nuovo contratto al lottatore statunitense: la Bellator fece valere una clausola del contratto che imponeva il rinnovo dello stesso nel caso in cui la promozione fosse riuscita a pareggiare l'offerta dell'UFC e Alvarez avviò due cause nei confronti della Bellator stessa.
Il tutto si risolse nell'agosto 2013 con Alvarez che rimase sotto contratto con la Bellator ottenendo anche un rematch per il titolo contro Michael Chandler che nel frattempo era rimasto campione imbattuto dei pesi leggeri con due difese del titolo: Alvarez riuscì nel clamoroso upset sconfiggendo il campione in un incontro molto equilibrato e combattuto, con due dei tre giudici che assegnarono tre round su cinque al lottatore di Filadelfia che riottenne quindi la cintura Bellator e vendicò un'altra delle sue tre sconfitte in carriera dopo quella contro Shinya Aoki.
La prima difesa del nuovo regno da campione doveva avvenire nel maggio 2014 con la terza sfida contro Michael Chandler per l'evento Bellator CXX, ovvero il primo pay per view nella storia della Bellator dopo che il primo tentativo con Bellator CVI fallì a causa del forfait di alcuni protagonisti: questa volta fu Alvarez a non prendere parte al match a causa di una concussione, venendo sostituito da Will Brooks il quale riuscì nell'impresa di vincere il titolo ad interim.

### Ultimate Fighting Championship
In luglio a sorpresa Alvarez lascia la cintura di campione Bellator e firma per la prestigiosa UFC.
Debuttò nel settembre 2014 contro il numero 5 dei ranking Donald Cerrone, venendo sconfitto in un incontro comunque molto combattuto.
Nel gennaio del 2015 avrebbe dovuto affrontare l'ex campione Ben Henderson, ma proprio Alvarez s'infortunò e venne sostituito da Donald Cerrone. A maggio affrontò Gilbert Melendez vincendo l'incontro per decisione non unanime. Nel primo round Alvarez subì l'offensiva di Melendez subendo pesanti colpi al volto, che gli procurarono un profondo taglio vicino all'occhio sinistro e la rottura del naso. Nel secondo e terzo round cambiò strategia riuscendo a portare più volte al tappeto il suo avversario, ottenendo così il favore dei giudici. Il 6 luglio venne annunciato che Melendez risultò positivo a metaboliti di testosterone di origine esogena; a seguito di ciò venne sospeso per un anno.
A gennaio del 2016 affrontò l'ex campione dei pesi leggeri UFC Anthony Pettis. Nonostante fosse indicato come lo sfavorito, Alvarez riuscì ad avere il pieno controllo del match neutralizzando le abilità da kickboxer di Pettis, ottenendo la vittoria per decisione non unanime.

#### Campione dei Pesi Leggeri UFC
Al suo quarto incontro in UFC, Alvarez dovette affrontare Rafael dos Anjos per il titolo dei pesi leggeri. La vittoria di Alvarez sul campione era quotata 3 ad 1. Dopo aver inizialmente subito la pressione di dos Anjos, Alvarez stordì gravemente il campione brasiliano con un gancio destro. A questo punto l'azione si spostò contro la gabbia, dove Alvarez iniziò a colpire ripetutamente dos Anjos. Quest'ultimo riuscì a sottrarsi all'assalto dell'americano, ma fu subito raggiunto da una ginocchiata volante, e poi da un'altra raffica di pugni al volto. L'arbitro fermò l'incontro a causa dell'inattività di dos Anjos, decretando la vittoria dell'americano per KO tecnico. Con questa vittoria, Alvarez è diventato il primo atleta di arti marziali miste ad aver ottenuto un titolo di campione sia in UFC che in Bellator. Ottenne inoltre il premio Performance of the Night.

#### Perdita del titolo
Il 12 novembre del 2016 affrontò alla sua prima difesa titolata, il campione dei pesi piuma UFC Conor McGregor all'evento UFC 205. Durante la prima ripresa, Alvarez venne colpito più volte con dei diretti sinistri al volto rimanendo stordito in modo vistoso. Al secondo round venne ancora colpito al volto, ma stavolta non riuscì a riprendersi e quindi perse l'incontro e il titolo per KO, alla sua prima difesa titolata.

## Risultati nelle arti marziali miste
| Risultato  | Record   | Avversario         | Metodo                               | Evento                                            | Data              | Round | Tempo | Città                          | Note                                                                             |
| ---------- | -------- | ------------------ | ------------------------------------ | ------------------------------------------------- | ----------------- | ----- | ----- | ------------------------------ | -------------------------------------------------------------------------------- |
| Sconfitta  | 30-8 (2) | Ok Rae Yoon        | Decisione (unanime)                  | ONE on TNT 4                                      | 28 aprile 2021    | 3     | 5:00  | Kallang, Singapore             |                                                                                  |
| No Contest | 30-7 (2) | Iuri Lapicus       | No Contest (pugni alla nuca)         | One on TNT 1                                      | 7 Aprile 2021     | 1     | 1:02  | Kallang, Singapore             | Inizialmente sconfitta per DQ per Alvarez, modificata in NC dopo appello         |
| Vittoria   | 30-7 (1) | Eduard Folayang    | Sottomissione (rear naked choke)     | ONE Championship: Dawn of Heroes                  | 2 Agosto 2019     | 1     | 2:16  | Pasay, Filippine               | ONE Lightweight Grand-Prix Semifinale                                            |
| Sconfitta  | 29-7 (1) | Timofey Nastyukhin | KO Tecnico (pugni)                   | ONE Championship: A New Era                       | 31 Marzo 2019     | 1     | 4:05  | Tokio, Giappone                | Ritorna a gareggiare nella categoria pesi welter (170 lb) Quarti di finale       |
| Sconfitta  | 29-6 (1) | Dustin Poirier     | KO Tecnico (pugni)                   | UFC on Fox: Alvarez vs. Poirier 2                 | 28 luglio 2018    | 2     | 4:05  | Calgary (Alberta), Stati Uniti | Performance of the Night                                                         |
| Vittoria   | 29-5 (1) | Justin Gaethje     | KO (ginocchiata)                     | UFC 218: Holloway vs. Aldo 2                      | 2 dicembre 2017   | 3     | 3:59  | Detroit, Stati Uniti           | Fight of the Night                                                               |
| No Contest | 28-5 (1) | Dustin Poirier     | No Contest (ginocchiate illegali)    | UFC 211: Miocic vs. dos Santos 2                  | 13 maggio 2017    | 2     | 4:12  | Dallas, Stati Uniti            | Alvarez colpì Poirier con delle ginocchiate alla testa mentre questi era a terra |
| Sconfitta  | 28-5     | Conor McGregor     | KO tecnico (pugni)                   | UFC 205: Alvarez vs. McGregor                     | 12 novembre 2016  | 2     | 3:04  | New York, Stati Uniti          | Perde il titolo dei Pesi Leggeri UFC                                             |
| Vittoria   | 28-4     | Rafael dos Anjos   | KO tecnico (pugni)                   | UFC Fight Night: dos Anjos vs. Alvarez            | 7 luglio 2016     | 1     | 3:49  | Las Vegas, Stati Uniti         | Vince il titolo dei Pesi Leggeri UFC Performance of the Night                    |
| Vittoria   | 27-4     | Anthony Pettis     | Decisione (non unanime)              | UFC Fight Night: Dillashaw vs. Cruz               | 17 gennaio 2016   | 3     | 5:00  | Boston, Stati Uniti            |                                                                                  |
| Vittoria   | 26-4     | Gilbert Melendez   | Decisione (non unanime)              | UFC 188: Velasquez vs. Werdum                     | 13 giugno 2015    | 3     | 5:00  | Città del Messico, Messico     |                                                                                  |
| Sconfitta  | 25-4     | Donald Cerrone     | Decisione (unanime)                  | UFC 178: Johnson vs Cariaso                       | 27 settembre 2014 | 3     | 5:00  | Las Vegas, Stati Uniti         | Debutto in UFC                                                                   |
| Vittoria   | 25-3     | Michael Chandler   | Decisione (non unanime)              | Bellator CVI                                      | 2 novembre 2013   | 5     | 5:00  | Long Beach, Stati Uniti        | Vince il titolo dei Pesi Leggeri Bellator                                        |
| Vittoria   | 24-3     | Patricky Freire    | KO (calcio alla testa e pugni)       | Bellator LXXVI                                    | 12 ottobre 2012   | 1     | 4:54  | Windsor, Canada                |                                                                                  |
| Vittoria   | 23–3     | Shinya Aoki        | KO Tecnico (pugni)                   | Bellator LXVI                                     | 20 aprile 2012    | 1     | 2:14  | Cleveland, Stati Uniti         |                                                                                  |
| Sconfitta  | 22–3     | Michael Chandler   | Sottomissione (rear naked choke)     | Bellator LVIII                                    | 19 novembre 2011  | 4     | 3:06  | Hollywood, Stati Uniti         | Perde il titolo dei Pesi Leggeri Bellator                                        |
| Vittoria   | 22–2     | Pat Curran         | Decisione (unanime)                  | Bellator XXXIX                                    | 2 aprile 2011     | 5     | 5:00  | Uncasville, Stati Uniti        | Difende il titolo dei Pesi Leggeri Bellator                                      |
| Vittoria   | 21–2     | Roger Huerta       | KO Tecnico (stop medico)             | Bellator XXXIII                                   | 21 ottobre 2010   | 2     | 5:00  | Filadelfia, Stati Uniti        |                                                                                  |
| Vittoria   | 20–2     | Josh Neer          | Sottomissione (rear naked choke)     | Bellator XVII                                     | 6 maggio 2010     | 2     | 2:08  | Boston, Stati Uniti            |                                                                                  |
| Vittoria   | 19–2     | Katsunori Kikuno   | Sottomissione (triangolo di braccio) | Dream 12                                          | 26 ottobre 2009   | 2     | 3:42  | Osaka, Giappone                |                                                                                  |
| Vittoria   | 18–2     | Toby Imada         | Sottomissione (rear naked choke)     | Bellator XII                                      | 19 giugno 2009    | 2     | 0:38  | Hollywood, Stati Uniti         | Vince torneo e titolo dei Pesi Leggeri Bellator                                  |
| Vittoria   | 17–2     | Eric Reynolds      | Sottomissione (rear naked choke)     | Bellator V                                        | 1º maggio 2009    | 3     | 1:30  | Dayton, Stati Uniti            | Torneo dei Pesi Leggeri Bellator I, Semifinale                                   |
| Vittoria   | 16–2     | Greg Loughran      | Sottomissione (ghigliottina)         | Bellator I                                        | 3 aprile 2009     | 1     | 2:44  | Hollywood, Stati Uniti         | Torneo dei Pesi Leggeri Bellator I, Quarti di finale                             |
| Sconfitta  | 15–2     | Shinya Aoki        | Sottomissione (heel hook)            | Dynamite!! 2008                                   | 31 dicembre 2008  | 1     | 1:32  | Saitama, Giappone              | Per il titolo dei Pesi Leggeri WAMMA                                             |
| Vittoria   | 15–1     | Tatsuya Kawajiri   | KO Tecnico (pugni)                   | DREAM.5 Light Weight Grandprix 2008 Final Round   | 21 luglio 2008    | 1     | 7:35  | Osaka, Giappone                | DREAM Lightweight Grand Prix, Semifinale                                         |
| Vittoria   | 14–1     | Joachim Hansen     | Decisione (unanime)                  | DREAM.3 Light Weight Grandprix 2008 2nd Round     | 11 maggio 2008    | 2     | 5:00  | Saitama, Giappone              | DREAM Lightweight Grand Prix, Quarti di finale                                   |
| Vittoria   | 13–1     | Andre Amade        | KO Tecnico (pugni)                   | Dream.1 Light Weight Grandprix 2008 1st Round     | 15 marzo 2008     | 1     | 6:47  | Saitama, Giappone              | DREAM Lightweight Grand Prix, Primo turno                                        |
| Vittoria   | 12–1     | Ross Ebañez        | KO (pugni)                           | ShoXC                                             | 21 gennaio 2008   | 2     | 2:32  | Atlantic City, Stati Uniti     |                                                                                  |
| Vittoria   | 11–1     | Matt Lee           | Decisione (unanime)                  | BodogFIGHT: Alvarez contro Lee                    | 14 luglio 2007    | 3     | 5:00  | Trenton, Stati Uniti           |                                                                                  |
| Sconfitta  | 10–1     | Nick Thompson      | KO Tecnico (colpi)                   | BodogFIGHT: Clash of the Nations                  | 14 aprile 2007    | 2     | 4:32  | San Pietroburgo, Russia        | Perde il titolo dei Pesi Welter bodogFight                                       |
| Vittoria   | 10–0     | Scott Henze        | KO Tecnico (stop dall'angolo)        | BodogFIGHT: Season 3 "Costa Rica"                 | 16 febbraio 2007  | 1     | 4:13  | Costa Rica                     |                                                                                  |
| Vittoria   | 9–0      | Aaron Riley        | KO (pugni)                           | BodogFIGHT: USA contro Russia                     | 2 dicembre 2006   | 1     | 1:05  | Vancouver, Canada              | Vince il titolo dei Pesi Welter bodogFight                                       |
| Vittoria   | 8–0      | Hidenobu Koike     | KO Tecnico (pugni)                   | GCM: Mars New Deal                                | 26 agosto 2006    | 1     | 1:26  | Tokyo, Giappone                |                                                                                  |
| Vittoria   | 7–0      | Derrick Noble      | KO (pugni)                           | Mix Fighting Championship 7: Russia contro USA    | 3 giugno 2006     | 1     | 1:01  | Atlantic City, Stati Uniti     |                                                                                  |
| Vittoria   | 6–0      | Daisuke Hanazawa   | KO Tecnico (colpi)                   | Mix Fighting Championship 5: USA contro Japan     | 5 novembre 2005   | 1     | 4:00  | Atlantic City, Stati Uniti     |                                                                                  |
| Vittoria   | 5–0      | Danil Veselov      | KO Tecnico (pugni)                   | Mix Fighting Championship 4: Russia contro USA 2  | 14 maggio 2005    | 2     | 2:15  | Atlantic City, Stati Uniti     |                                                                                  |
| Vittoria   | 4–0      | Seichi Ikemoto     | KO Tecnico (pugni)                   | Mix Fighting Championship 3: USA contro the World | 26 febbraio 2005  | 2     | 4:25  | Atlantic City, Stati Uniti     | Debutto in MFC, poi bodogFight                                                   |
| Vittoria   | 3–0      | Chris Schlesinger  | KO Tecnico (Sottomissione ai pugni)  | Ring of Combat 7                                  | 16 ottobre 2004   | 1     | 1:00  | Atlantic City, Stati Uniti     |                                                                                  |
| Vittoria   | 2–0      | Adam Fearon        | KO Tecnico (Sottomissione ai colpi)  | Ring of Combat 6                                  | 24 aprile 2004    | 1     | 2:06  | Elizabeth, Stati Uniti         |                                                                                  |
| Vittoria   | 1–0      | Anthony Ladonna    | KO (pugno)                           | Ring of Combat 5                                  | 14 dicembre 2003  | 1     | 3:57  | Elizabeth, Stati Uniti         |                                                                                  |